# MTV Unplugged

Логотип MTV Unplugged

MTV Unplugged — телевизионное шоу на канале MTV (US/International), участники которого исполняют свои песни на акустических музыкальных инструментах. В эфире с 1989 года.
Слово «unplugged» в переводе с английского означает буквально «отключенный», точнее «неподключенный» (по отношению к электрическим приборам, под которыми в данном случае подразумеваются музыкальные инструменты). Многие музыканты используют его как синоним слова «акустический» в названиях своих концертов, альбомов, песен и т. д.

## Исполнители
На MTV Unplugged выступило большое количество знаменитых рок- и поп-артистов и групп, поющих на английском, немецком, испанском и других языках. Полный список (по сезонам) доступен здесь.

### Памятные моменты

Обложка альбома MTV Unplugged in New York группы Nirvana

Первыми рок-исполнителями выступили Jethro Tull 17 ноября 1987 года в качестве акустического трио (Иан Андресон, Дэйв Пегг, и Мартин Барре), исполнив «Serenade to a Cuckoo» и «Skating Away». XTC выступили в мае 1989 года. В 1989 году на MTV Video Music Awards Джон Бон Джови и Ричи Самбора исполнили «Livin’ on a Prayer», «Wanted Dead or Alive» и «Born to be My Baby».
Одним из известнейших выступлений на MTV Unplugged стал концерт группы Nirvana в 1993 году и выпущенный впоследствии в 1994-м альбомом MTV Unplugged in New York. Это был один из последних концертов Курта Кобейна, показанных по телевидению.
Наравне с концертом Nirvana необходимо отметить концерт другой группы - 
Alice in Chains. Это шоу, проведённое 10 апреля 1996 года, является как одним из лучших выступлений группы, так и одним из последних при жизни их фронтмена Лейна Стейли (Стейли, имевший серьезную наркотическую зависимость, вскоре после концерта был госпитализирован с передозировкой, после чего прекратил выступления и большее количество времени проводил дома. Он умер 5 апреля 2002 года от передозировки спидбола.), который также выдал одно из лучших выступлений в жизни.
Помимо самых известных своих песен (Would?, Angry Chair, Rooster, Down In A Hole и Heaven Beside You), группа исполнила такие произведения как Sludge Factory, Brother, Frogs, Got Me Wrong, No Excuses, а также представила новую композицию - The Killer Is Me.
9 августа 1995 года на шоу выступили легенды хэви-глэма группа KISS. Фанаты признали этот концерт историческим: Пол Стэнли и Джин Симмонс пригласили сыграть на нём также бывших членов группы Питера Крисса и Эйса Фрэли. Им такая идея понравилась, и концерт, известный как Kiss Unplugged, стал первым с 1979 года выступлением KISS с участием всех четырёх музыкантов первоначального состава группы. Впоследствии музыканты объявили о воссоединении.
Британцы Oasis запоминились необычным выступлением на шоу в 1996 году. Лиам Галлахер не смог выступить, так как заявил, что он болен, однако шоу всё же состоялось. Пел на нём гитарист, старший брат Лиама Ноэл Галлахер, в то время как лидер группы наблюдал за концертом с балкона и публично его высмеял.
В 1999 году Аланис Мориссетт исполнила несколько песен со своего легендарного альбома Jagged Little Pill, своего на тот момент недавно вышедшего Supposed Former Infatuation Junkie, а также 3 невышедшие песни. В итоге 12 песен попало в её альбом Alanis Unplugged, который вышел в том же году.
В 2005 году на MTV Unplugged выступили Die Toten Hosen — легенды немецкого панка (наряду с Die Ärzte). Песня Weltmeister, исполненная ими на шоу, стала одной из главных песен в поддержку сборной Германии на Чемпионате мира по футболу 2006 года (причём именно в таком, «живом» виде — студийного воплощения она не получила).

## География шоу
Первый сезон MTV Unplugged (1989-1990 годы) снимался по большей части в Нью-Йорке. Но затем шоу стало путешествовать по разным частям света — в зависимости от географического положения выступавших на нём групп. Второй сезон концертом в Лондоне открыла группа The Cure, а за пределами США и Британии первой страной, где состоялись съемки программы, стала Швейцария.

## Альбомы
Многие исполнители после участия в MTV Unplugged выпустили запись концерта отдельным диском, названия и обложки которым давали по своему усмотрению. Среди них — уже упомянутые Nirvana, Kiss, Die Ärzte, Die Toten Hosen, Roxette, а также Боб Дилан, Pearl Jam, Bon Jovi, Аланис Мориссетт, Кэти Перри, Шакира и другие. Список наиболее заметных альбомов можно увидеть здесь.

## Дискография
- 1991: Пол Маккартни — Unplugged (The Official Bootleg)
- 1991: R.E.M. — Unplugged
- 1991: The Cure — MTV Unplugged
- 1992: Стинг — MTV Unplugged
- 1992: Эрик Клэптон — Unplugged
- 1992: Мэрайя Кэри — MTV Unplugged
- 1992: Pearl Jam — MTV Unplugged
- 1992: Queensrÿche — Unplugged
- 1993: Род Стюарт — MTV Unplugged and Seated
- 1993: Arrested Development — MTV Unplugged
- 1993: Энни Леннокс — MTV Unplugged
- 1993: Roxette — MTV Unplugged
- 1993: Нил Янг — Unplugged
- 1993: Soul Asylum — MTV Unplugged
- 1993: Midnight Oil — MTV Unplugged
- 1993: Брюс Спрингстин — In Concert/MTV Plugged
- 1993: Nirvana — MTV Unplugged in New York
- 1993: 10,000 Maniacs — MTV Unplugged
- 1993: Stone Temple Pilots — MTV Unplugged
- 1994: Бьорк — MTV Unplugged
- 1994: Тони Беннетт — MTV Unplugged
- 1995: Шерил Кроу — MTV Unplugged
- 1995: The Cranberries — MTV Unplugged
- 1995: Hole — MTV Unplugged
- 1995: Герберт Грёнемайер — Unplugged Herbert
- 1995: Боб Дилан — MTV Unplugged
- 1996: Alice in Chains — MTV Unplugged
- 1996: Oasis — MTV Unplugged
- 1996: Джордж Майкл — MTV Unplugged
- 1996: Kiss — Kiss Unplugged
- 1997: Брайан Адамс — MTV Unplugged
- 1997: Бэбифейс — MTV Unplugged
- 1998: Metallica — MTV Unplugged
- 1999: The Corrs — Unplugged
- 1999: Аланис Мориссетт — MTV Unplugged
- 1999: Maná — MTV Unplugged
- 2000: Шакира — MTV Unplugged
- 2000: Die Fantastischen Vier — MTV Unplugged
- 2001: Алехандро Санс — MTV Unplugged
- 2001: Jay-Z — MTV Unplugged
- 2001: R.E.M. — Unplugged 2
- 2001: Staind — MTV Unplugged
- 2002: Dashboard Confessional — MTV Unplugged 2.0
- 2002: Лорин Хилл — MTV Unplugged 2.0
- 2002: Die Ärzte — Rock’n’Roll Realschule
- 2003: Nickelback — MTV Unplugged
- 2004: Диего Торрес — MTV Unplugged
- 2004: Ленни Кравиц — MTV Unplugged
- 2005: Алиша Киз — MTV Unplugged
- 2005: Archive — Unplugged
- 2005: Die Toten Hosen — Nur zu Besuch: Unplugged im Wiener Burgtheater
- 2006: Рики Мартин — MTV Unplugged
- 2006: Kayah — MTV Unplugged
- 2006: Seether — MTV Unplugged
- 2007: Korn — MTV Unplugged
- 2007: Bon Jovi — MTV Unplugged
- 2007: Hey — MTV Unplugged
- 2007: Ленни Кравиц — MTV Unplugged
- 2008: Джульета Венегас — MTV Unplugged
- 2008: Söhne Mannheims vs. Xavier Naidoo — MTV Unplugged
- 2009: Wilki — MTV Unplugged
- 2009: Sportfreunde Stiller — MTV Unplugged in New York
- 2009: Кэти Перри — MTV Unplugged
- 2011: Лил Уэйн — MTV Unplugged
- 2011: 30 Seconds to Mars — MTV Unplugged
- 2012: Florence and the Machine — MTV Unplugged
- 2012: Die Fantastischen Vier — MTV Unplugged II
- 2013: Scorpions — MTV Unplugged – Live in Athens
- 2014: Майли Сайрус — MTV Unplugged
- 2015: Placebo — MTV Unplugged
- 2015: Unheilig — MTV Unplugged: Unter Dampf – Ohne Strom
- 2016: Mika Nakashima — MTV Unplugged (Japan)
- 2016: Marius Müller-Westernhagen — MTV Unplugged Marius Müller-Westernhagen
- 2017: Andreas Gabalier — MTV Unplugged Andreas Gabalier
- 2017: a-ha — MTV Unplugged a-ha
- 2017: Peter Maffay — MTV Unplugged
- 2017: Biffy Clyro — MTV Unplugged Live at Roundhouse London
- 2018: Samy Deluxe — SaMTV Unplugged
- 2018: Shawn Mendes — MTV Unplugged
- 2018: Udo Lindenberg — MTV Unplugged 2 – Live vom Atlantic
- 2018: Molotov — MTV Unplugged: El Desconecte
- 2019: Liam Gallagher — MTV Unplugged
- 2019  MARUV—MTV Unplugged

## Сборники
- 1994: The Unplugged Collection, Volume 1
- 2002: Uptown MTV Unplugged
- 2002: The Best of MTV Unplugged
- 2003: The Very Best of MTV Unplugged 2
- 2004: The Very Best of MTV Unplugged 3 (с Bonus-DVD)

В 2009 году была выпущена игра на PlayStation Portable под названием Rock Band Unplugged под маркой MTV. В неё включены хиты разных групп, участвовавших в этом шоу.